# Exocentrus brevisetosus
Exocentrus brevisetosus är en skalbaggsart som beskrevs av J. Linsley Gressitt 1938. Exocentrus brevisetosus ingår i släktet Exocentrus och familjen långhorningar.
Artens utbredningsområde är Taiwan. Inga underarter finns listade i Catalogue of Life.